# دوران‌گری

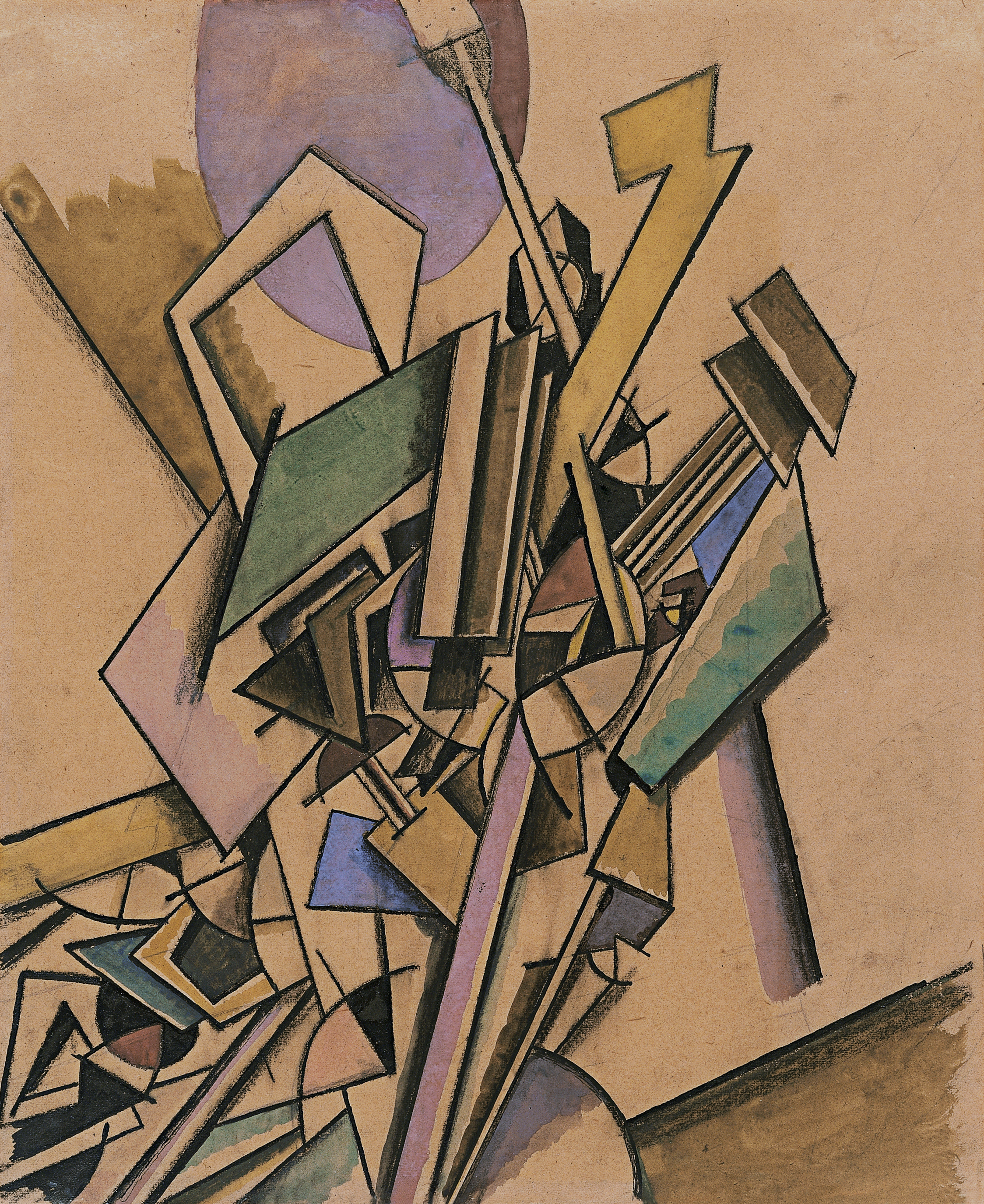
Vorticist Study, ادوارد وادسورث ۱۹۱۴، موزه تیسن-بورنمیسا، مادرید

دَوَران‌گری یا ورتیسیسم (به انگلیسی: Vorticism) یک جنبش هنری کوتاه مدت بود که در اوایل قرن بیستم در بریتانیا و تحت تأثیر حجم‌گرایی و آینده‌گری به‌وجود آمد. نام «ورتیسیسم» را ازرا پاوند در سال ۱۹۱۳ به این جنبش داد، اما مهم‌ترین هنرمند این جنبش ویندهم لوئیس بود که از یک سال قبل نیز به این سبک نقاشی می‌کرد.
اگرچه دوران‌گری از درون حجمگری درمی‌آمد، اما به پویایی و دیگر ملاک‌های آینده‌گری نزدیکتر بود. تفاوت اصلی دوران‌گری با آینده‌گری در شیوهٔ نشان دادن حرکات است. در دوران‌گری زندگی مدرن به‌وسیلهٔ یک سری خط کلفت نشان داده می‌شود که چشم را به مرکز تابلو هدایت می‌کنند. دیگر مشخصه‌های این سبک استفاده از کمان‌ها و زاویه‌های چندگانه بر سطحی تخت، به‌منظور پدیدآوردن تجسمی از دَوَران یا اِلقای چرخش و التهابی گرداب‌مانند است.
تنها نمایشگاهی که از آثار دوران‌گرها برگزار شد در سال ۱۹۱۵ در نگارخانه «دوره» بود. بعد از آن به‌خاطر جنگ جهانی اول این جنبش از میان رفت. هرچند در سال‌های بعد از جنگ «گورو اِکس» سعی کرد این جنبش را دوبازه زنده کند، اما نتوانست.
برای مدت کوتاهی آلوین لنگدون کابرن به این گروه پیوست. در واقع او یک سری وُرتوگراف تجربی تهیه کرد. احتمالاً اولین عکس‌های انتزاعی با استفاده از سه آیینه متصل به هم مانند کالیدوسکوپ تهیه شده‌اند. دوربین از میان این آرایش به محدوده‌ای که شیشه، چوب و امثال آن جای داده شده بود نگاه می‌کرد.

## بلَست
ورتیسیست‌ها مجله‌ای به نام بلست داشتند که یکی از پیشروان انقلاب در گرافیک شد.